# Sky Limited

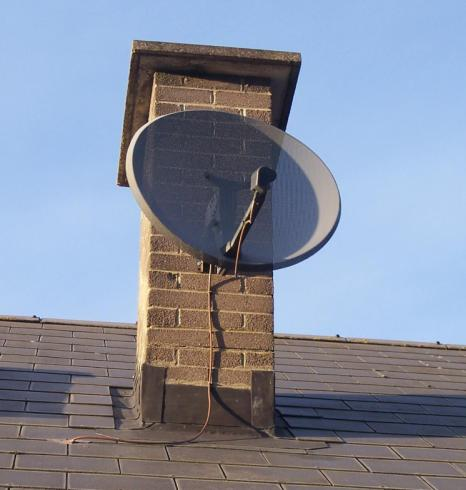
Eine Parabolantenne (Minidish) zum Empfang von Sky Digital

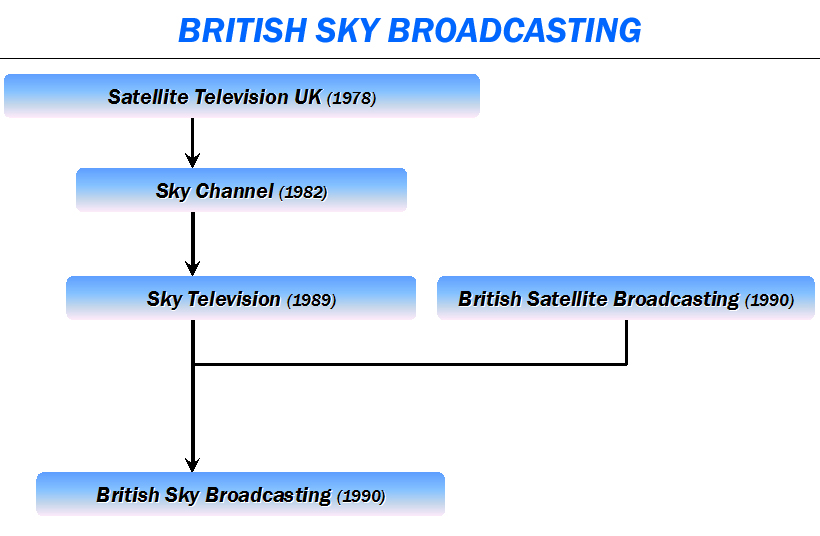
Die Entwicklung von Sky

Sky Ltd. (ehemals British Sky Broadcasting, kurz BSkyB) ist ein britischer Medienkonzern mit Sitz in London. Mit rund 23 Millionen Kunden ist Sky der größte Anbieter für Pay-TV in Europa. Seit Oktober 2018 ist Sky ein Tochterunternehmen der US-amerikanischen Comcast Corporation.

## Geschichte
Sky begann 1982 als Sky Channel, ein frei empfangbares paneuropäisches Fernsehprogramm, das aus London per Eutelsat1-F1-Satellit europaweit übertragen wurde. Zum damaligen Zeitpunkt besaß Sky eine niederländische Rundfunklizenz. Sky Channel war seinerzeit in ganz Westeuropa im Kabel zu empfangen sowie in Westdeutschland in das Kabelfernsehnetz der Deutschen Bundespost eingespeist worden.
Das Programm bestand in großen Teilen aus Musikvideos (Sky Trax). U. a. Linda de Mol moderierte die Chartshow „Eurochart Top 50“ als Flaggschiff des Programms. Diese wurde nach dem Vorbild der Show Top of the Pops in einer Großdisco in Amsterdam produziert. Es folgten Sendungen wie DJ Kat und In touch with the Dutch. Mit seinem Programm war Sky eine gewisse Zeit Vorgänger von MTV in Europa, bevor MTV Europe auch hier wie in den USA Erfolg hatte.
Im Februar 1989 wurde der Sender von Rupert Murdochs News Corporation übernommen und erhielt ein Relaunch als Sky Television. Der Musikanteil wurde stark reduziert. Am 31. Juli 1989 folgte die Umbenennung in „Sky One“ und damit eine Fokussierung auf den britischen Markt, dem am 1. September 1993 mit der Einführung der Verschlüsselung (Pay-TV) der Rückzug aus Kontinentaleuropa folgte. Sky nutzte als einer der ersten Anbieter den neuen Astra-Satelliten auf 19,2° Ost zur Verbreitung von zunächst vier Programmen (Sky One, Sky News, Sky Movies und Eurosport).
Nach dem Scheitern des Konkurrenten British Satellite Broadcasting (1986 gegründet) fusionierten beide im November 1990 zum Unternehmen namens British Sky Broadcasting (BSkyB). Die Abstrahlung über die Marcopolo-Satelliten wurde zum 30. Dezember 1992 eingestellt, die Satelliten an Telenor bzw. Nordiska Satellitaktiebolaget weiterverkauft.
Mit dem Start weiterer Astra-Satelliten gelang es BSkyB ab 1991, sein Programm kontinuierlich auszubauen, in dem es mehrere neue Fernsehprogramme – beispielsweise The Movie Channel, Sky Movies Gold und Sky Sports – startete oder bestehende Fernsehprogramme wie The Children’s Channel oder Discovery Channel vertraglich als Pay-TV an sich binden konnte.
Mit dem Sky Multichannel Package schnürte die BSkyB im Sommer 1993 ein Pay-TV-Paket aus mehreren bisher über andere Satelliten oder nur über Kabel empfangbaren Fernsehsendern; so kamen unter anderem Bravo, Country Music Television, MTV Europe und Nickelodeon hinzu. Außerdem enthielt es Sky One, das vorher unverschlüsselt über Astra übertragen wurde. Weitere Sender folgten 1994/95 (Sky Sports 2, Sky Travel, Sky Soap, The History Channel, Disney Channel und andere).
Mit dem Start der Astra-2-Satelliten auf der neuen Orbitalposition 28,2° Ost im Jahr 1997 begann die BSkyB am 1. Dezember 1998 mit der Verbreitung ihres digitalen Fernsehbouquets Sky Digital mit mehr als 500 Fernseh- und Radioprogrammen. Zusätzlich konnten ab 2002 die Programme der BBC und von ITV empfangen werden, die seit 2004 bzw. 2006 ihre Programme unverschlüsselt digital über den Satelliten Astra 2D verbreiten, dessen Ausleuchtzone größtenteils auf die Britischen Inseln beschränkt ist. Dieses Paket beinhaltet auch weitere frei empfangbare Programme.
Außerdem betreibt die BSkyB seit 22. Mai 2006 einige HDTV-Kanäle und bietet seit 1998 einen EPG an.
Am 25. Juli 2014 wurde die Übernahme der bisher von dem Medienunternehmer Rupert Murdoch über den Konzern 21st Century Fox gehaltenen Anteile an Sky Deutschland und Sky Italia zu BSkyB bekanntgegeben. BSkyB kaufte für umgerechnet drei Milliarden Euro in bar und in Anteilen Sky Italia zu 100 Prozent. Bei Sky Deutschland wurde für 3,7 Milliarden Euro der Mehrheitsanteil von 57,4 Prozent übernommen.
Am 13. November 2014 gab das bisherige BSkyB bekannt, dass man die Übernahme von Sky Italia und Sky Deutschland nun abgeschlossen habe. Sky Italia gehöre nun zu 100 % zum Unternehmen. An Sky Deutschland halte man nun knapp 90 %. Durch die Übernahmen von Sky Italia und Sky Deutschland sei der Name „BSkyB“ nicht mehr länger vertretbar. Daher firmiere man ab sofort als „Sky Plc.“, kurz „Sky“, und führe zudem ab sofort ein neues Logo ein. Bereits zum 14. November 2014 sollte das nun pan-europäische Unternehmen nur noch als Sky an der Börse geführt werden.
Am 9. Dezember 2016 bestätigte die Sky plc., dass die von Rupert Murdoch kontrollierte 21st Century Fox die restlichen 60,9 Prozent an der Sky plc. übernehmen wolle.
Am 14. Dezember 2017 bestätigte Disney die Übernahme des Pay-TV-Anbieters Sky mit anderen Teilen des 21st-Century-Fox-Konzerns für eine Summe von 52,4 Milliarden Dollar. Im September 2018 wurde bekannt, dass Comcast die Sky-Gruppe übernimmt.

### Frei empfangbare Programme (Auswahl)
| Nachrichten: - Sky News - Al Jazeera English (Katar) - Bloomberg - CNBC HD - France 24 - NHK World HD - CCTV-News (China) - EuroNews - RT SD/HD (Russland) | Musik: - B4U Music - BET - Channel AKA - Greatest Hits - Clubland TV | Filme: - horror channel (Horror) - CBS Reality (Reality-TV) - CBS Justice - CBS Drama (US-Serien) - movies4men 1–2 - men&movies - True Movies 1–2 |

Anders als in Deutschland gibt es zu den meisten Filmsendern eine um eine Stunde verschobene Timeshift-Version, erkennbar an einer Kennung, die auf „+1“ endet.
Die Nachrichtensender werden auch unverschlüsselt über die Satellitenposition 19,2° Ost ausgestrahlt.

## Eigentümer und gescheiterte Übernahme durch Rupert Murdoch
Rupert Murdochs News Corporation, einst der alleinige Eigentümer von BSkyB, hielt bis 2018 einen Anteil von 39,1 Prozent am Unternehmen. Murdochs Sohn James wurde 2003 CEO von BSkyB. Murdoch plante lange Zeit BSkyB wieder vollständig zu übernehmen, der einem Konsortium aus Managern gehört. Kritiker befürchteten jedoch eine Ungleichheit in der britischen Medienlandschaft, sollte Murdoch nach den Zeitungen The Times, The Sunday Times, The Sun und News of the World auch in Besitz der Sky News kommen. Die Verlage von u. a. The Guardian und The Daily Telegraph drohten mit rechtlichen Schritten, sollte der Fernsehsender übernommen werden. Im Zuge des News-International-Skandals und der Einstellung seiner Boulevardzeitung News of the World zog Murdoch Mitte Juli 2011 das Übernahmeangebot für BSkyB zurück.

## Technik
Sky verwendet das Videoguard-Verschlüsselungssystem, welches von NDS – einer ehemaligen Tochterfirma der News Corporation – entwickelt wurde.
Um die Sender zu empfangen, ist die spezielle Set Top Box Sky Digibox mit einer Smartcard nötig. Diese kann für einen einmaligen Betrag erworben werden. Offiziell ist diese Box nur für Einwohner von Großbritannien und Irland erhältlich.

## Empfang
Die Sender sind via Satellit und in einigen Kabelnetzen in Großbritannien und Irland zu empfangen.